# 杜充
杜充（？—1141年），字公美，相州（今河南省安陽市）人，宋朝政治人物。曾是開封留守宗澤的副手，1128年七月宗澤去世後接替其職位，為將領岳飛的上司。杜充与宋高宗一样害怕和金朝打仗，先是全部放棄了抗金起義不斷的河北（黃河渭河以北）各地，以致河北所有起義都被金軍鎮壓，由此徹底丟掉了北宋末年被金侵占的三分之一多的土地，陝西關中和河南一帶由此變成了新的“河北”，江南則變成了新的“河南”。1129年六月隨高宗南逃建康府，丟掉了長江以北的所有宋朝領土。完顏宗弼（兀朮）攻過長江後投降金國。

## 生平
紹聖年間，考中進士及第，累遷考功郎、光祿少卿，滄州知州。靖康初年，加集英殿修撰，重任滄州知州。此時正值「靖康之難」，滄州有很多從燕云十六州逃來的漢人百姓，杜充認為這些人可能是金兵的內應，全部不分青紅皂白地殺掉。
建炎元年（1127年），升官為天章閣待制、北京大名府留守，樞密直學士。提刑郭永曾經提了多個建議給杜充，杜充不聽。郭永諷刺他說：「人有志而無才，好名而無實，驕蹇自用而得聲譽，以此當大任，鮮克有終矣。」這成了杜充以后形象的寫照。
金第二次伐宋攻破開封前夕，杜充鎮守北京大名府，自诩「帅臣不得坐运帷幄，当以冒矢石为事」，似乎是韓信再世，不但能運籌帷幄，還能親自帶兵上陣。但完顏宗望的金國東路軍一來，他不敢和之交鋒，唯一的对策是下令开决黄河的堤壩，這非但沒有阻止金國東路軍，還淹死了不少當地百姓，黄河也因為杜充的決定于第二年（1128年）十一月被改道经淮河入黄海，从此黄河主要是在南面摆动，郑州以下、清口以上的黄河主流移动不定，由泗水，或汴水或涡水入淮，或由颍水入淮，或同时分几支入淮，再入黄海，直到1855年才改回今天的河道。
宗澤在建炎元年（1127年）六月赴任開封留守後，看到了金軍雖精干卻兵力不足的問題，于是聯絡黃河南北的所有民間抗金武裝，使他們不至于成為反對南宋政權的盜匪、甚至幫助金國的偽軍。宗澤积存了足夠半年用的糧草，他所收編的王善、楊進、王再兴、李貴、丁進、馬皋、張用、曹成、馬友、李宏等部，都有相當的戰力。到金軍秋天再次南侵時，宗澤的隊伍名義上已達百萬，這種以數量和民心去對抗金軍的質量的作戰方式馬上就被證明是有效的。
从建炎元年冬到二年春（1127年末到1128年初）的这段时间里，金國分兵三路全軍出動。此时前东路军统帅“二太子”完顏宗望已经病死，东路由“三太子”完顏宗輔和元帅左监军完顏昌统领，“四太子”完顏宗弼率兵向开封东面进逼；西路由完顏娄室和完顏杲（撒离喝）率领，攻打陕西；中路由左副元帅完顏宗翰和元帅右监军完顏希尹指挥，作为主攻部队取西京河南府，又占领郑州，在开封西面和宗泽所率的东京留守司军对阵，完顏宗翰又命部将完顏银朮可与完顏拔离速、赛里、萨谋鲁、耶律马五、沙古质等分兵继续南下，企图从南面包抄。在开封及附近的州县，宋、金双方进行了激烈的戰鬥。儘管宗澤的东京留守司军四面受敌，但宗澤坐镇留守司从容地调动军队部署战斗，使金军无力攻下开封。正月里，开封市民甚至一如往时张灯结彩。
建炎二年四月（1128年5月）以后，天气开始炎热，金軍無功而退，宗澤認為宋軍實力充沛，準備北伐反擊。王彦的「八字军」奉宗澤之命移屯滑州。五马山的首领馬擴，也携带信王赵榛的信前来開封留守司。宗澤和王彦、馬擴等人共同制订了北伐的计划：
- 王彦军自滑州渡黄河，直取怀州、卫州、濬州、相州等；
- 馬擴军由大名府攻打洺州、庆源府和真定府；
- 楊進、李贵、王善、丁進等部队分头并进，河北、河东山水寨、燕、云地区的民間抗金武裝也约定时日起事。

但宗澤于建炎二年七月初（1128年8月）病逝。
建炎二年（1128年）七月，一心北伐要收復河北領土的宗澤去世，杜充代爲東京開封府留守。杜充接任后，立即反其道而行之。第一是中止宗澤的北伐部署。统制薛广一部已奉宗澤之命去了相州，但王善和张用两部卻因杜充的阻撓未能派出，薛广战死，固守近两年的相州城在建炎二年（1128年）十一月陷落，守臣赵不试自杀死节；第二是切断了对所有北方民間抗金武裝的联系和支援，客觀上幫助了金軍掃蕩占領區。這一年秋天金軍沒有大規模渡過黃河南侵，但河东和河北的最后一批抗金武裝活躍的州县，包括北京大名府和五马山寨，全部在此时被攻占。
“宗澤在则盗可使为兵，杜充用则兵皆为盗矣”。杜充上任后，不但不再北伐，不再支援北方民間抗金武裝，而且把宗澤已經招撫來開封的民間抗金武裝當作潛在的敵人加以排斥。前一年冬季还在宗澤的指揮下抗金的丁進、楊進两部首先叛而为“盗”，王善、张用等部也有异动。
杜充的部將岳飛先隨闾勍外調，建炎二年岁末奉杜充之命返回开封后，杜充立即命令岳飛去消灭张用等部。张用是岳飛的汤阴同乡，曾当过汤阴的“弓手”（类似今之巡警），并和曹成、李宏、马友绍等是拜把兄弟，有几万兵力，王善部也从一旁保护。岳飛以“兵寡不敌”为理由，婉言推辞，但杜充以軍法從事相威胁，勒令岳飛出兵。岳飛有以往擅自脱离王彦差點被軍法處置的前科教训，无法抗命，只能以不到千人的部众击退张用、王善部，解了杜充之围，并出擊追剿這些已成為盜匪的民間武裝。
建炎三年（1129年），宋高宗经历了苗劉兵變后，自动去掉了皇帝的尊号，改用康王的名义向金元帅完颜宗翰致书，说自己「守则无人」，「奔则无地」，「惟冀阁下之见哀而赦己」，结果不但没有得到任何怜悯，反而使金军认为是南侵的好时机。此时杜充畏战，带着东京留守司主力军南撤建康府，责成副留守郭仲荀留在开封守卫。不久，郭仲荀也依法炮制，命留守判官程昌接替，自己逃往南方。程昌再次重复这招，将守城责任推给了上官悟，自己逃之夭夭。在《东京梦华录》中曾经繁荣一时的开封城，因为逃走和饿毙的原因，到建炎四年（1130年）二月最后陷落时，城里的壮年男子还不满一万人。從此時開始，到1234年金國滅亡，宋軍「端平入洛」，宋朝再也沒有占領過開封。
岳飛于建炎三年（1129年）六月下旬從外地剿匪刚回到开封，就接到杜充的命令要撤往建康府。岳飛苦劝：「中原地尺寸不可棄，今一舉足，此地非我有，他日欲復取之，非數十萬衆不可。」但无用，又由于從前的教训不能违抗上级，只能随杜充南下。
至此，宗澤的以兵力數量和民心戰勝金軍的計劃完全被杜充破壞，開封從此成為金的領土。儘管1128年七月到1129年六月實際上是金軍專注于解決宗澤遺留在河北的抗金武裝而無法南侵，宋高宗卻認為杜充在此期間守了將近一年名義上的首都開封，是「徇国忘家，得烈丈大之勇；临机料敌，有古名将之风。比守两京（洛阳和开封），备经百战，大夷夏闻名而褫气，兵民一」，任命杜充任同知枢密院事，官至执政。杜充推辭，宋高宗又破格任命杜充为右相，官職僅在左相之下，杜充才上任并兼江、淮宣抚使鎮守建康。
三年前的靖康之難河北失守，戰亂波及河南。此時杜充放棄了開封并不能阻擋金軍繼續南侵，戰亂迅速波及江南，長江一帶馬上變成了原來的“河南”，盜匪橫行之馀（如曹成，李成，钟相，楊幺），又被金軍攻入。秋天，金國由元帅左监军完颜昌領軍進攻淮南，而由完颜宗弼領軍直接進攻江南。完颜宗弼兵分兩路，西路由完颜拔离速、完颜豰英、耶律马五率領，十月由黄州渡江屠洪州，劫掠長江中游的湖北、江西一帶；東路則由完颜宗弼親自率領，直搗趙構所在的臨安。十一月，杜充的水军進攻割據一方的李成，金军支援李成掳获宋軍大量船舰。完颜宗弼在攻打太平州（今安徽当涂县）的采石磯和慈湖不果後，轉道建康西南的马家渡渡過長江進入江南。
杜充自己深居简出不做準備，岳飛泣諫：「勍虏大敌，近在淮南，睥睨长江，包藏不浅。卧薪之势，莫甚于此时，而相公乃终日宴居，不省兵事。万一敌人窥吾之怠，而举兵乘之，相公既不躬其事，能保诸将之用命乎？诸将既不用命，金陵（建康府）失守，相公能复高枕于此乎？虽飞以孤军效命，亦无补于国家矣！」但也無濟于事。聽到金軍渡江的消息後，杜充只派都统制陈淬率岳飞、戚方等将官统兵二万奔赴马家渡，又派王的一万三千人策应。十一月二十日（儒略歷1130年1月1日），陈淬率軍力戰，岳飛率右军和金國汉军万夫长王伯龙部对阵，但王先临阵逃跑，陈淬戰死，諸將皆潰，只有岳飛力戰，整军退屯建康东北的钟山。
杜充本人接到马家渡的败报後，于十一月二十三日丁卯（儒略歷1130年1月4日）率亲兵三千弃城逃到江北的真州，住在真州長蘆寺。真州守將向子忞勸杜充由通州、泰州一起去浙江和宋高宗的隨從會合，但杜充已經有二心，拒絕了向子忞的建議。完顏宗弼旋即讓已投降金國的杜充友人唐佐寫信勸降，并派人告訴杜充：「若降，當封以中原，如張邦昌故事。」杜充就投降了金國。宋高宗得知杜充不戰而降，哀嘆「朕待充自庶拜相，可谓厚矣，何故至是？」，難過得「不食者累日」。立即下詔削去杜充爵位，將其子杜嵩、杜岩、杜崐、女婿韓汝流放廣州。
1130年冬天，杜充到達雲中的完顏宗翰（粘罕）的營中，粘罕很瞧不起他。過了一段時間，讓他去當他自己的家鄉相州的知州。杜充在相州和人相處很差，猜忌同僚威逼下屬。紹興二年（1132年），杜充的孫子從流放地逃到相州投奔杜充，杜充的副手胡景山乘機誣陷杜充陰通南宋。粘罕撤了杜充的職，并嚴刑拷打，杜充不服，粘罕釋放了他，并問道：「汝欲復歸南朝邪？」杜充于是給了一個經典回答：「元帥敢歸，充不敢也。」粘罕于是嘲諷地笑了，相信杜充私通南宋是不可能的事。
1137年，杜充被金國任命為燕京三司使。1138年，升為簽書燕京行台尚書省事。1139年，遷行台右丞相。1141年，《紹興和議》簽訂時后杜充死去。

## 評價
《宋史》：「喜功名，性殘忍好殺，而短于謀略。」（追求功名利祿，性格殘忍好殺，不擅長兵家謀略。）

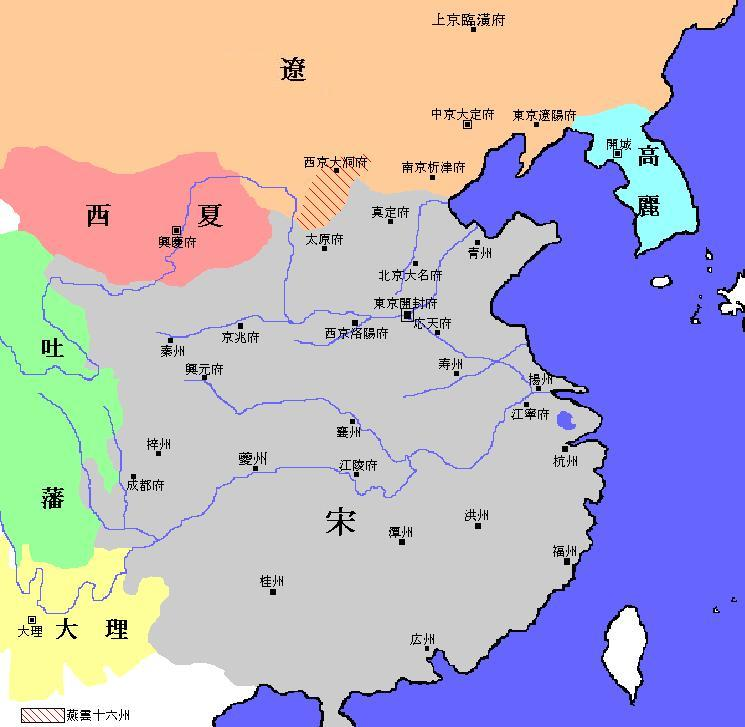
北宋疆域圖

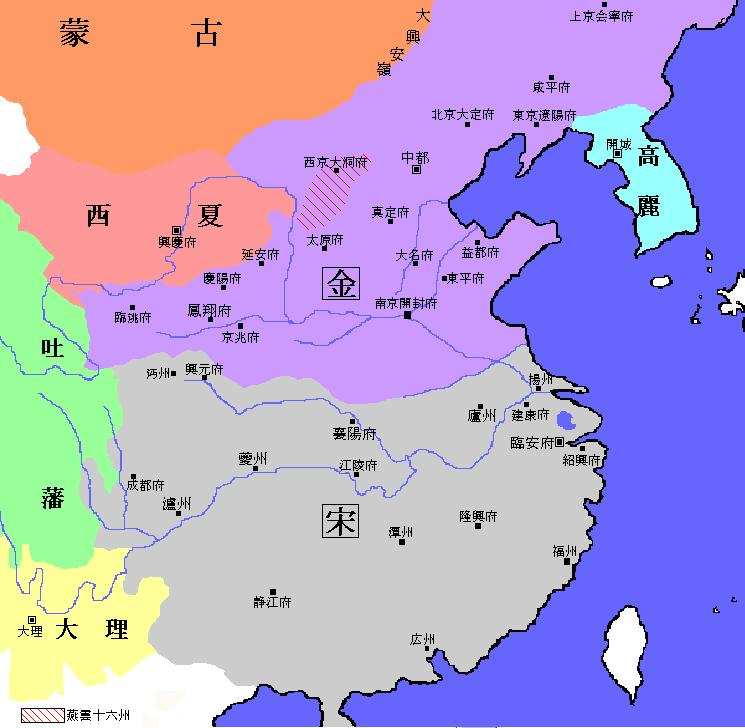
南宋疆域圖

杜充是宋朝疆域從北宋時代變為南宋時代的一個關鍵人物。宗澤去世時，黃河以北是宋、金尚在激烈爭奪的區域，主要是各地民間抗金武裝聯合宋軍殘余（如大將王彥的「八字軍」）抵抗金軍，黃河以南則是宋軍領地，只有金軍南侵才會駐軍。一年半後，杜充投降時，黃河以南、漢水長江以北成為宋、金尚在激烈爭奪的區域，長江以南才是宋軍領地。杜充投降丟失领土要付最大责任。